# Губернаторство Далмация
Губернаторство Далмация (на италиански: Governatorato di Dalmazia) е административно-териториална единица на Кралство Италия, формирано на част от територията на Далмация през 1941 година, по време на Втората световна война. Включва довоенната провинция Зара и допълнителни територии, анексирани от ликвидираното Кралство Югославия. След отстраняването на Бенито Мусолини през 1943 година губернаторството е разделено - една част е анексирана от Независимата хърватска държава, а районът на Зара остава под контрола на фашистката Република Сало. След края на войната цялата територия е присъединена към Югославия.

## Губернатори на Далмация
- Джузепе Бастианини (7 юни 1941 – 14 февруари 1943)
- Франческо Джунта (14 февруари 1943 – 19 август 1943)